# 馬料水公眾碼頭
馬料水公眾碼頭（英語：Ma Liu Shui Public Pier）是香港沙田區馬料水的公眾碼頭。該碼頭提供兩條渡輪航線，分別來往馬料水至黃石碼頭（經深涌、荔枝莊、塔門、高流灣及赤徑）以及馬料水至東平洲，兩線皆由翠華船務營運。
土木工程拓展署計劃對馬料水公眾碼頭進行重建。由於周末及假日遊客數量眾多，碼頭現有泊位不足，故計劃重建以改善假日泊位及其他設施不足的問題。工程增加碼頭泊位和無障礙設施，提升設施的便捷度和暢達度。